# Mosannona guatemalensis
Mosannona guatemalensis (Lundell) Chatrou – gatunek rośliny z rodziny flaszowcowatych (Annonaceae Juss.). Występuje endemicznie w Gwatemali. 

## Morfologia
PokrójZimozielone drzewo dorastające do 7 m wysokości.
LiścieMają kształt od eliptycznego do lancetowatego. Mierzą 11,5–23,5 cm długości oraz 3,1–7 cm szerokości. Nasada liścia jest od rozwartej do klinowej. Blaszka liściowa jest całobrzega o spiczastym wierzchołku. Ogonek liściowy jest nagi i dorasta do 6 mm długości.
KwiatySą pojedyncze, rozwijają się na szczytach pędów. Działki kielicha mają owalny kształt i dorastają do 2 mm długości. Płatki mają eliptyczny kształt, osiągają do 18–26 mm długości.

## Biologia i ekologia
Rośnie w lasach.